# سالاد یونانی
سالاد یونانی یا سالاد هوریاتیکی (یونانی: χωριάτικη σαλάτα  یا θερινή σαλάτα  سالادی محبوب در غذاهای یونانی است که عموماً با تکه‌های گوجه‌فرنگی، خیار، پیاز، پنیر فتا (معمولاً به صورت تکه‌ای روی مواد دیگر سرو می‌شود) و زیتون (معمولاً زیتون کالاماتا) تهیه می‌شود. با نمک، پونه کوهی یونانی و روغن زیتون. افزودنی‌های رایج شامل برش‌های فلفل دلمه‌ای سبز یا توت‌های کپر (به ویژه در جزایر دودکانیز) است. سالاد یونانی اغلب به عنوان صبحانه یا ناهار یک کشاورز تصور می‌شود، زیرا مواد تشکیل دهنده آن شبیه آنهایی است که یک کشاورز یونانی ممکن است در دست داشته باشد.

## خارج از یونان

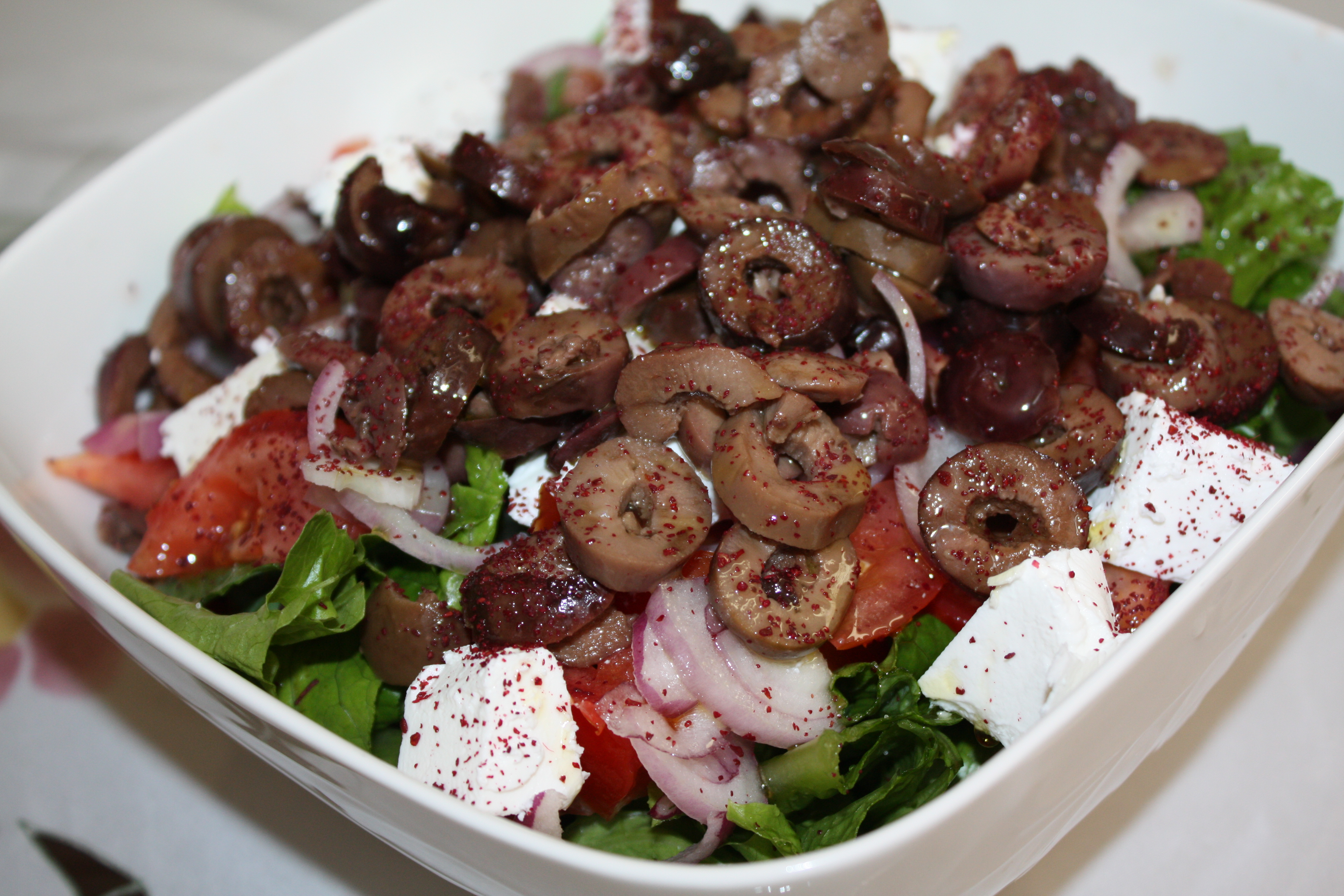
سالاد «یونانی» به سبک آمریکایی که با کاهو سرو می‌شود

در خارج از یونان، «سالاد یونانی» ممکن است یک سالاد کاهو با مواد الهام گرفته از یونانی باشد، حتی اگر غذای اصلی به دلیل عدم وجود کاهو متمایز شود. در همین حال، نوع بدون کاهو را می‌توان horiatiki، 'سالاد دهقانی' یا 'سالاد روستایی' نامید.
با این حال، در اکثر کشورهای اروپایی، از جمله بریتانیا، این غذا به‌طور کلی شبیه به غذای اصلی است، البته اغلب با جایگزین‌های غیر یونانی مانند پنیر دیگری، زیرا پنیر فتا از وضعیت حفاظت شده منشأ برخوردار است.
در سالاد یونانی به سبک آمریکایی، کاهو، گوجه فرنگی، فتا (اغلب در چند قلمه مکعبی شکل مخلوط با سبزیجات سرو می‌شود) و زیتون استانداردترین عناصر هستند، اما خیار، پپرونچینی (ترشی فلفل تند)، فلفل دلمه ای، پیاز ترب، دلمه و آنچوی یا ساردین رایج است. انواع منطقه ای ممکن است شامل اجزای غیر معمول باشد، به عنوان مثال در دیترویت، چغندر، و در منطقه خلیج تامپا، سالاد سیب زمینی. سس‌های حاوی گیاهان و چاشنی‌های مختلف اغلب در ایالات متحده استفاده می‌شوند.
سالادهای مختلف دیگری نیز در قرن گذشته در زبان انگلیسی «یونانی» نامیده شده‌اند، از جمله برخی از آنها که هیچ ارتباطی با غذاهای یونانی ندارند. یک روزنامه استرالیایی در سال ۱۹۲۵ یک سالاد یونانی از کدو حلوایی پخته شده با شیر ترش را شرح داد. یک روزنامه آمریکایی در سال ۱۹۳۴ یک سالاد کاهو با سس مایونز را با کلم و هویج خرد شده توصیف کرد.

## طرز تهیه
مواد سالاد که شامل خیار، پیاز، زیتون، گوجه فرنگی، فلفل دلمه ای و پنیر فتا است را در یک کاسه با هم مخلوط می‌کنند. برای تهیه سس، در یک کاسه کوچک جداگانه، سرکه، سیر، پونه کوهی، نمک و فلفل را مخلوط کرده و روغن زیتون را به آرامی اضافه کرده و در حین ریختن به شدت هم می‌زنند تا سس امولسیون شود. سپس سس را روی سالاد ریخته و با نمک و فلفل مزه دار می‌کنند.

## سالادهای دیگر در یونان و قبرس

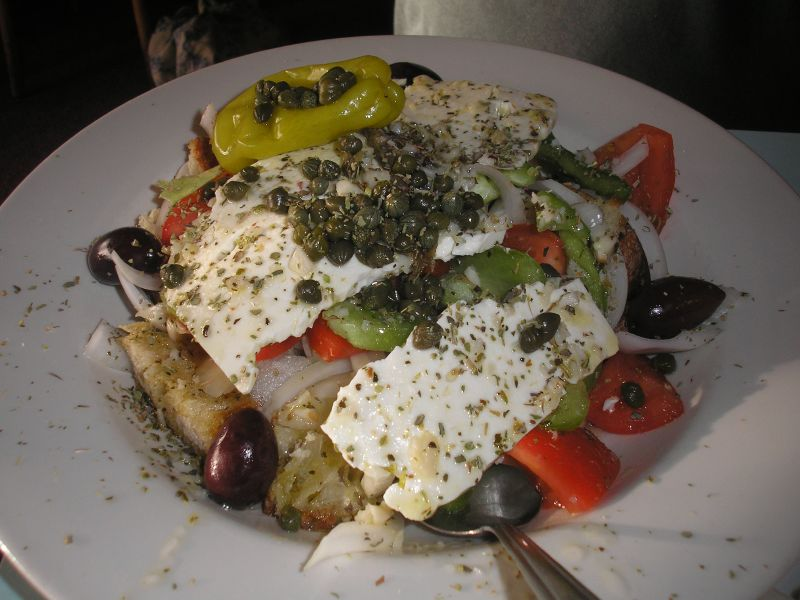
سالاد کرت

سالادهای زیادی در غذاهای یونانی وجود دارد. این شامل:
- marouli (μαρούλι; a salad with lettuce, onion and dill)
- lahanosalata (λαχανοσαλάτα; a shredded fresh cabbage salad dressed with olive oil, lemon juice, and garlic)
- pantzarosalata (παντζαροσαλάτα; boiled and sliced beetroots, sometimes with beet greens as well, dressed with olive oil and red wine vinegar)
- salata roka (σαλάτα ρόκα; rocket (arugula) dressed with olive oil and red wine vinegar or lemon juice, possibly including anchovies)
- patatosalata (πατατοσαλάτα; a potato salad with olive oil, finely sliced onions, lemon juice or vinegar)
- revithosalata (ρεβιθοσαλάτα; a chickpea salad)
- maintanouri (μαϊντανούρι; a parsley salad usually used as a condiment)
- Cypriot salad,[۵] native to the island of Cyprus, consists of finely chopped tomatoes, capers, cucumbers, onions, flat-leaf parsley, feta cheese, dressed with olive oil and lemon or red wine vinegar, and closely resembles the "Greek salad" of Greece.

برخی از غذاهایی که در مزه غذاهای یونانی یافت می‌شوند در یونانی «سالاد» نیز نامیده می‌شوند، مانند melitzanosalata، taramasalata و tzatziki.

## نگارخانه

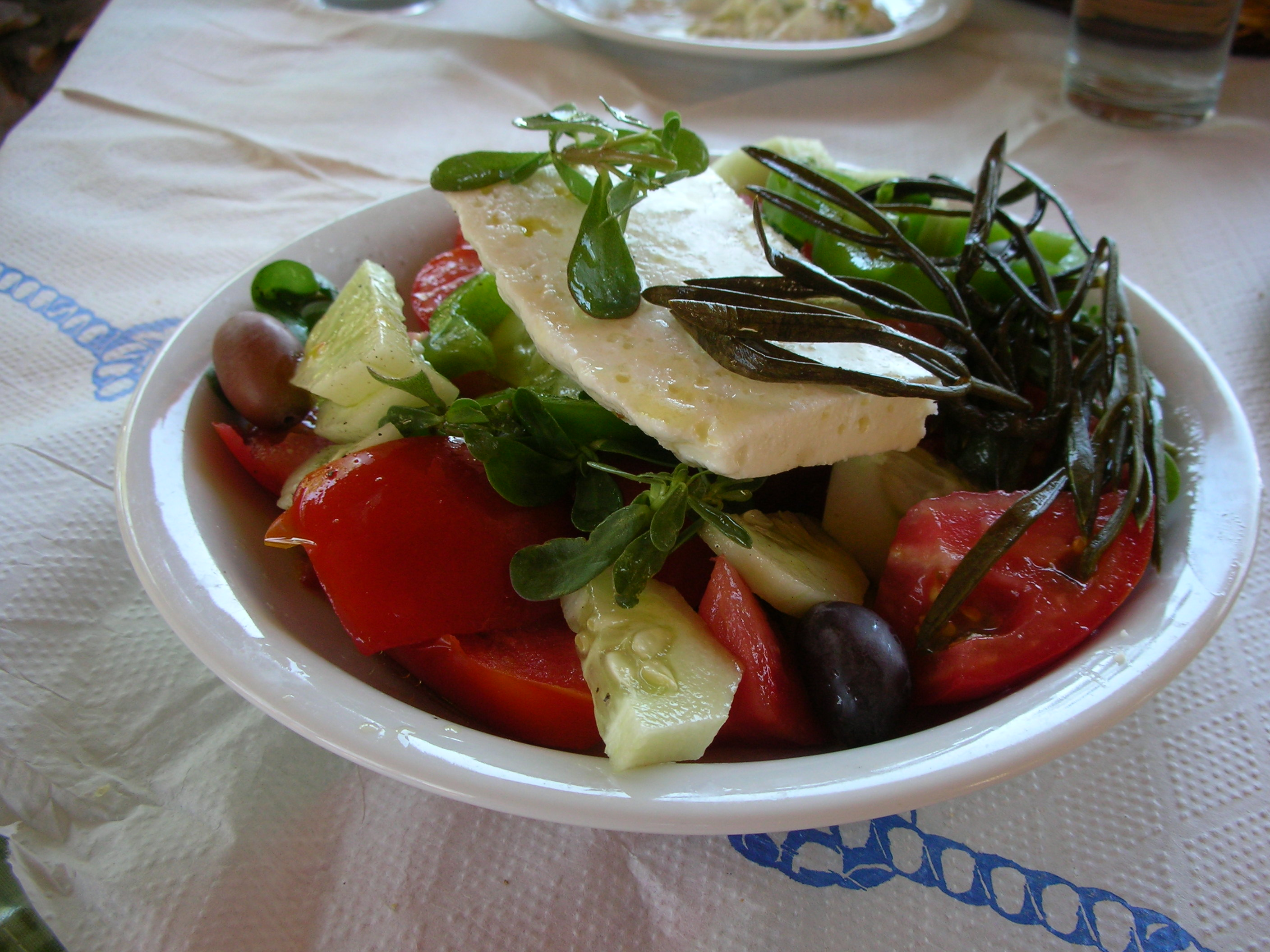
سالاد هوریاتیکی که در جزایر دودکانیز سرو می‌شود
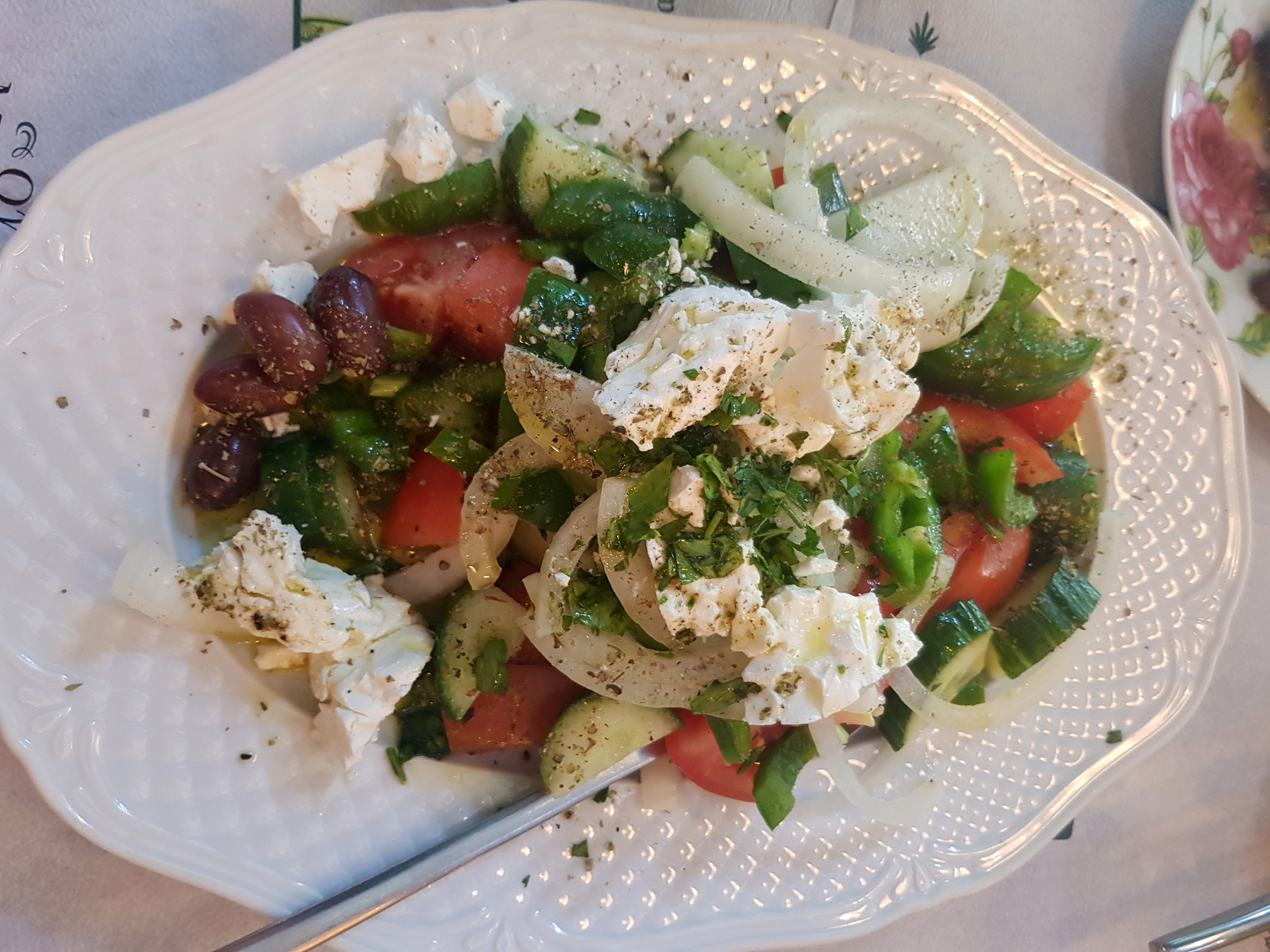
سالاد یونانی در تسالونیکی
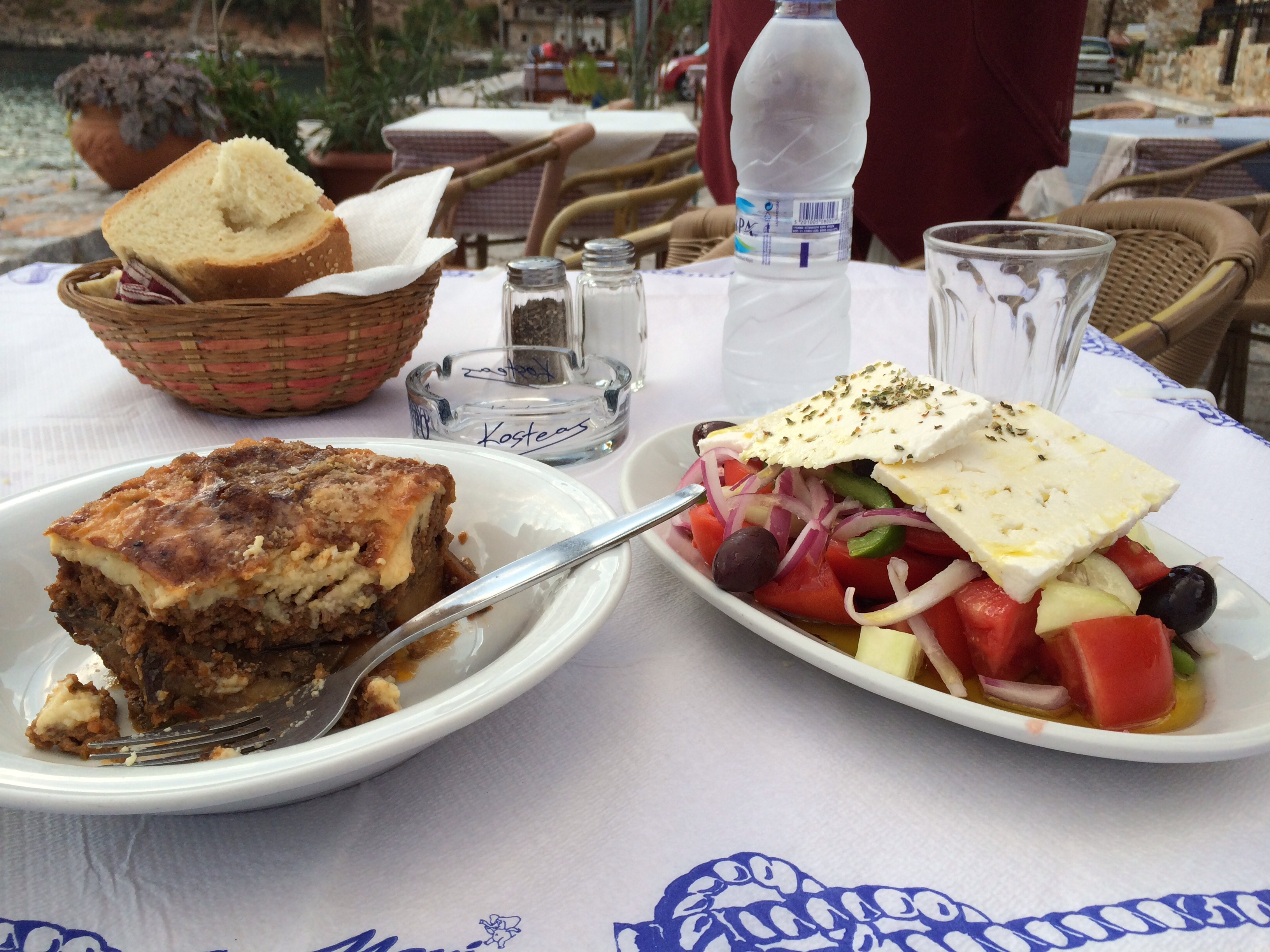
سالاد هوریاتیکی با موساکا در لاکونیا ، پلوپونسوس سرو می‌شود
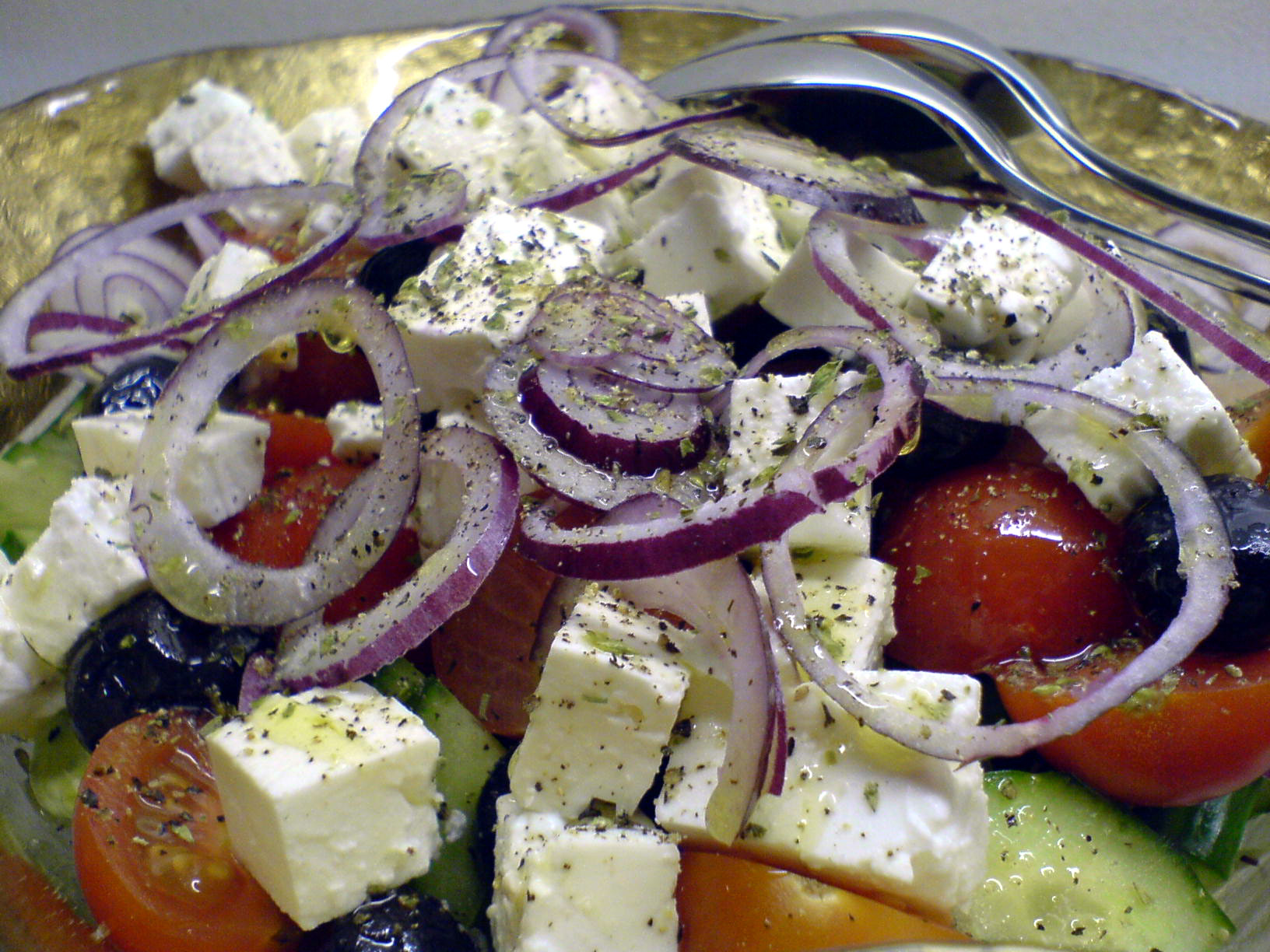
سالاد یونانی که در کشورهای دیگر سرو می‌شود. تفاوت اصلی در سرو پنیر فتا در چند قلمه مکعبی شکل به جای یک تکه مستطیلی و عرضه آزادتر پیاز است.
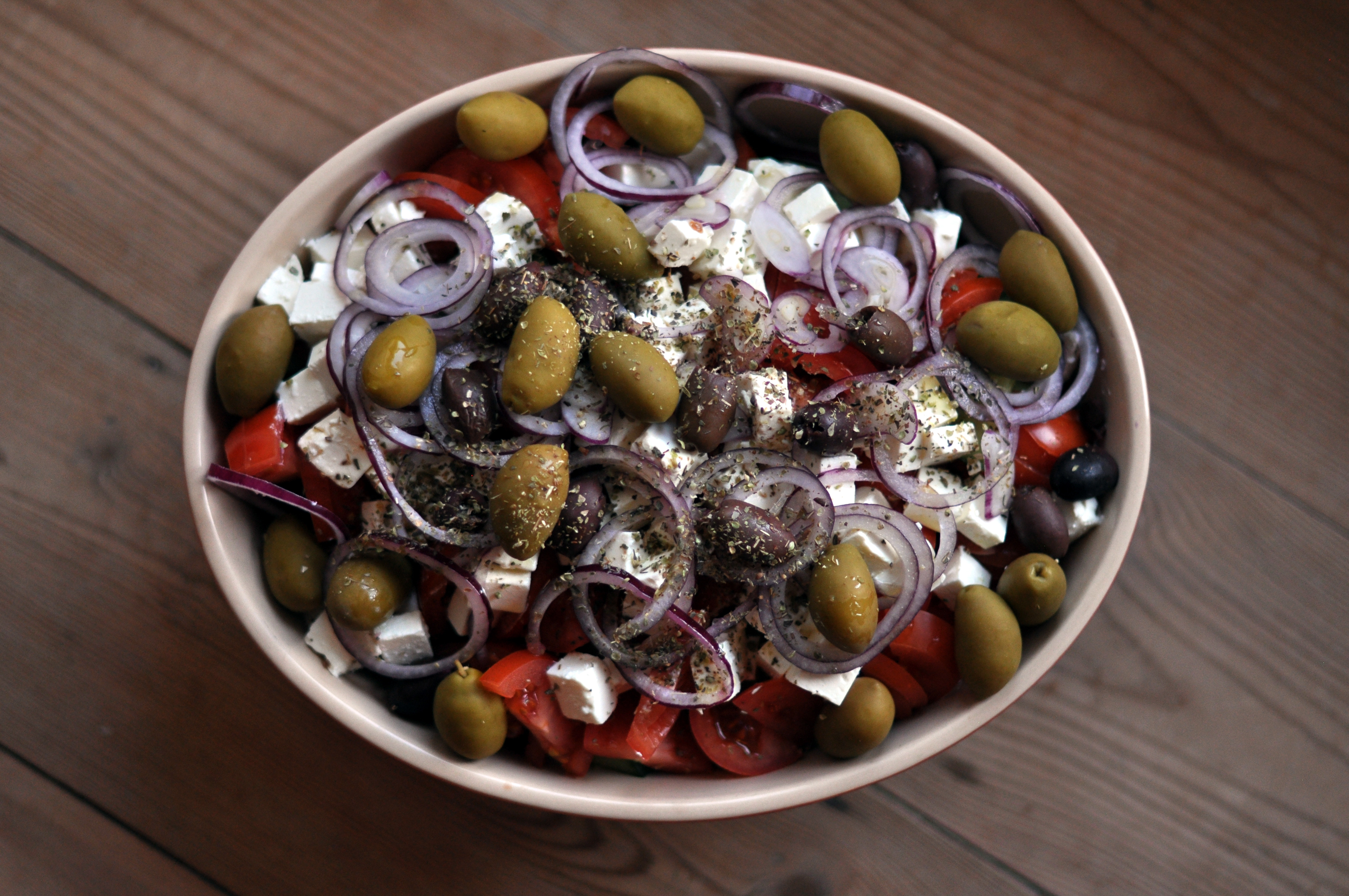
سالاد الهام گرفته از یونانی که در کپنهاگ، دانمارک سرو می‌شود